# Université de Rennes 1
Université de Rennes 1 är ett offentligt universitet i Rennes i Frankrike. Det är specialiserat på vetenskap, teknik, juridik, ekonomi, management och filosofi. Det har för närvarande cirka 30 000 studenter och cirka 1 800 lärare och 1 700 övriga anställda. År 2023 kommer det första universitetet i Rennes att slås samman med fyra skolor inom ramen för UNIR-projektet för att skapa ett nytt universitet i Rennes.

## Berömda akademiker
- Roald Hoffmann, en polsk-amerikansk teoretisk kemist